# Kárášjohka (rivière)
Pour les articles homonymes, voir Kárášjohka.
La Kárášjohka ou Kaarasjoki (norvégien : Karasjohka, finnois : Kaarasjoki, same du Nord : Kárášjohka) est un cours d'eau du comté de Troms og Finnmark en Norvège.

## Description
La rivière longue de 161 kilomètres traverse les municipalités de Kautokeino et de Karasjok. C'est une des rivières les plus importantes du plateau du Finnmark. 
À près de 15 kilomètres à l'Ouest de Karasjok, la rivière tourne vers l'Est. Sa confluence avec l'Anárjohka forme le fleuve Teno à proximité de Karigasniemi à la Frontière entre la Finlande et la Norvège.